# Militaire Spectator
De Militaire Spectator is een Nederlands maandelijks verschijnend krijgswetenschappelijk tijdschrift gericht op officieren en hoger ingeschaalde burgers van de krijgsmacht en in defensie geïnteresseerden van buiten de militaire organisatie. De Militaire Spectator bestaat sinds 1832 en is daarmee een van de oudste ononderbroken verschijnende periodieken van Europa. 

## Geschiedenis

### Redacteurschap van Van Rijneveld

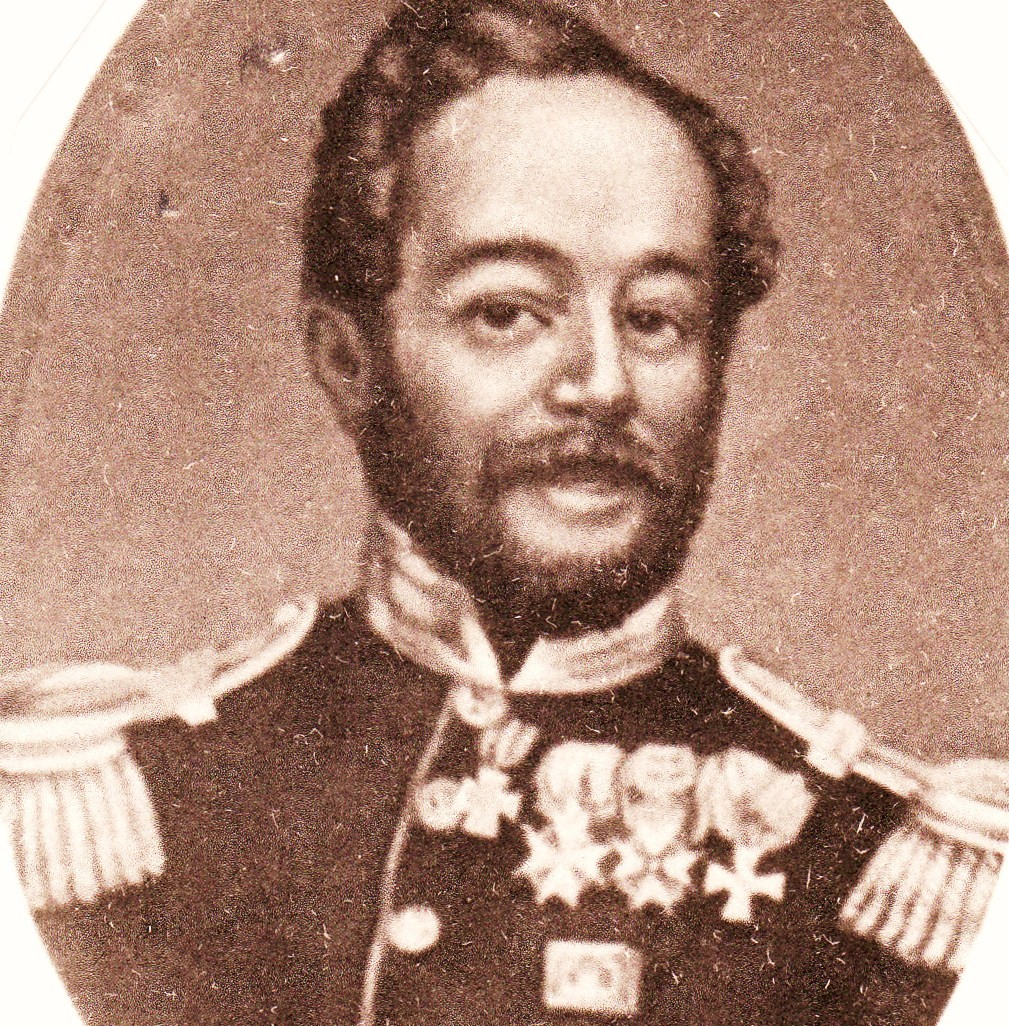
Oprichter kolonel van Rijneveld

De Militaire Spectator werd in 1830 opgericht door kolonel Van Rijneveld, en door officier en dichter Gisius Nanning. De eerste jaargang werd besloten met maar 350 intekenaren en de eerste uitgave van de Militaire Spectator vond plaats op 29 januari 1832. Gedurende het hoofdredacteurschap van Van Rijneveld werden de meest uiteenlopende onderwerpen besproken, bijvoorbeeld een Ode aan de Slobkousen. Ook morele onderwerpen, zoals Ken uzelf, over de proef van de krijgsmoed en het eerste gevecht, werden niet geschuwd. Fameus waren de rapportages over de diverse oorlogen en strijdperken. 

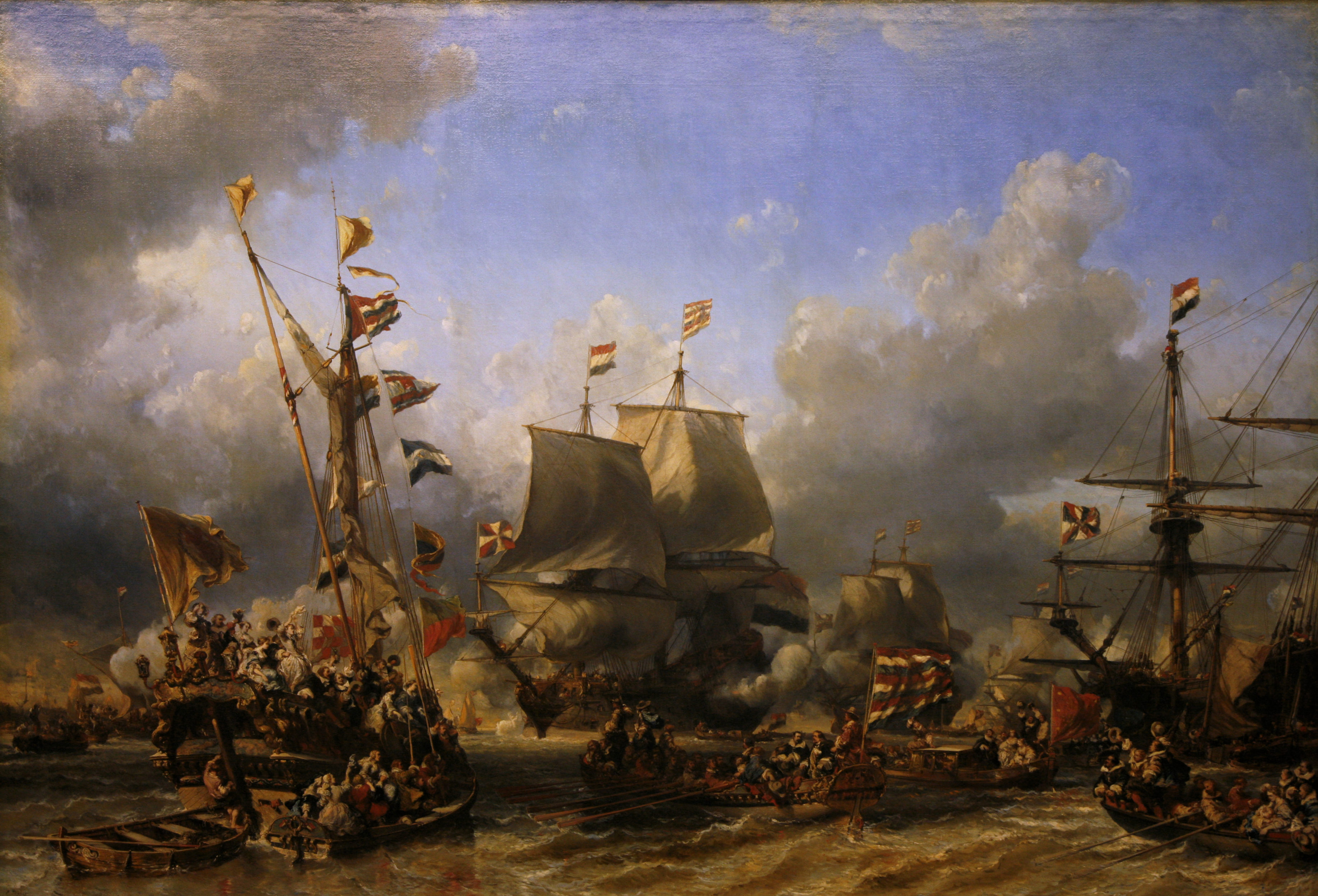
Oorlog: Slag met Michiel de Ruyter.

Onderwerpen die behandeld werden waren onder meer de krijgsverrichtingen in Polen in 1831 (over de opstand in Polen van genoemd jaar), over de gebeurtenissen op Sumatra en de necrologieën van belangrijke militaire figuren uit die tijd (als bijvoorbeeld van generaal Stoecker, kapitein Veltman, generaal Voet, kolonel de Boer, kolonel von Gumoëns en vele anderen).
Een belangrijke contribuant aan de Spectator in deze jaren was luitenant-kolonel Lange, die onder meer schreef over de veldtocht op Celebes en over de krijgsgebeurtenissen op het eiland Rauw.
Gedurende de laatste jaren dat Van Rijneveld hoofdredacteur was werd hij er wel van beschuldigd zich onzijdig te houden bij veel belangrijke gebeurtenissen in die tijd, en dat hij met minder vuur en vrijheid optrad dan eerder, ook voor de belangen die hij nog altijd bleef erkennen en voorstaan en men beweerde dat zijn tijdschrift over het algemeen in krijgswetenschappelijke waarde begon te dalen, maar geheel terecht was die aanklacht niet, gezien de tijd waarin Van Rijneveld, naast zijn actieve loopbaan in het leger, naast zijn redacteurschap, zijn taak in de loop der jaren moest verrichten.

### Periode na Van Rijneveld
In 1848 vertrok Van Rijneveld naar Indië en kwam er een nieuwe redactie, die, getuige het voorwoord in de Militaire Spectator van 1848, als doelstelling had:
...het bevorderen en verspreiden van militaire wetenschappen en te onderhouden over sommige takken der wetenschap die hier te lande nog worden verwaarloosd, zoals gezondheidsleer, militair recht, enz.
Ook was een van de doelen om een nauwere band te verkrijgen tussen het Nederlandse leger en het Nederlandse volk: zowel tot bereiking van dit doel als om hulde te brengen aan de niet genoeg gewaardeerde verdiensten van onze Nederlands-Indische kameraden zullen wij voortgaan met de bedrijven van onze krijgsmacht in de overzeese bezittingen te doen kennen. En de leuze zou zijn: in onze vlag zal geschreven zijn: onpartijdigheid.

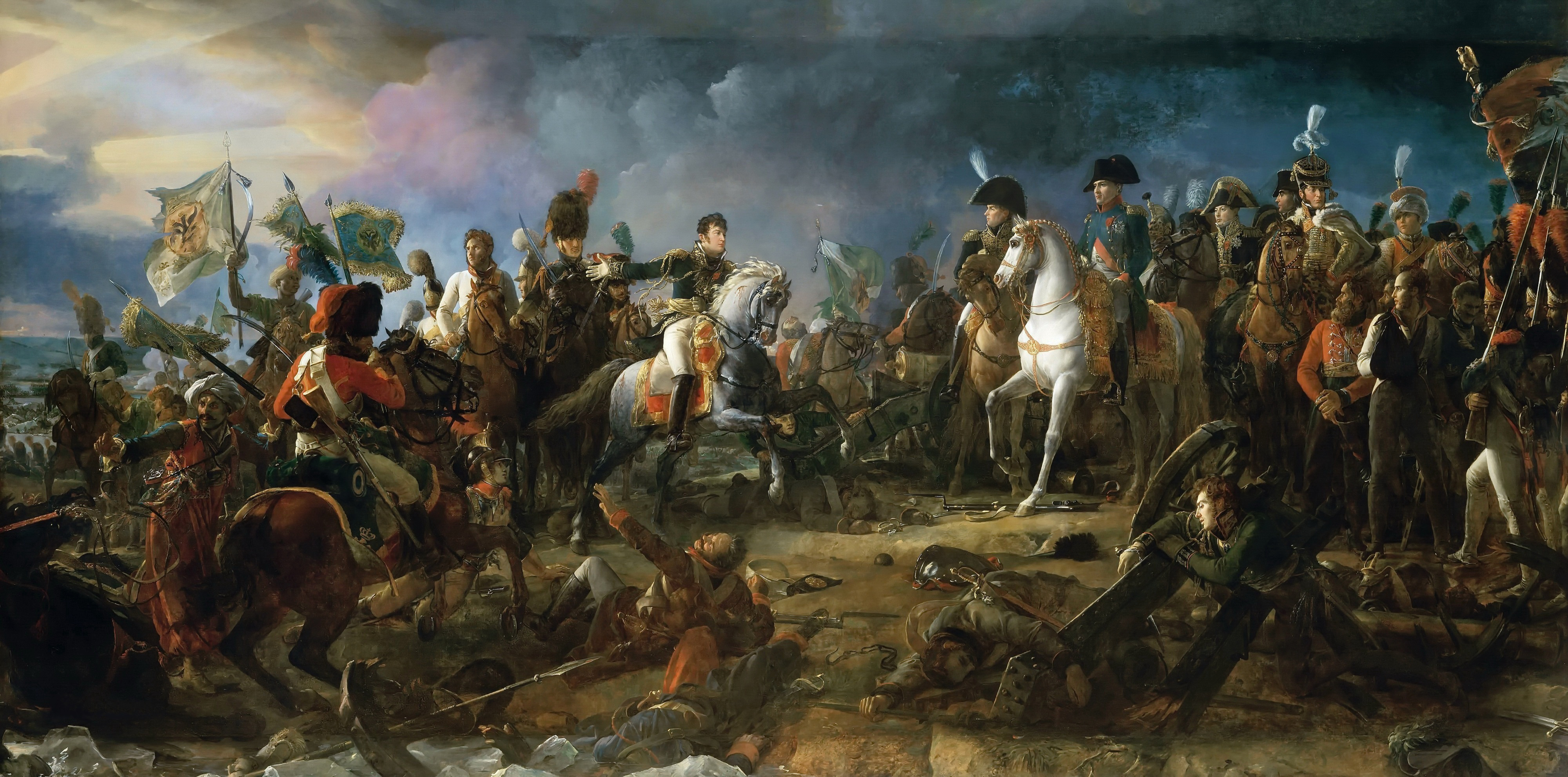
Oorlog: Slag bij Austerlitz.

In het midden van de 19e eeuw werd de Militaire Spectator door een aantal officieren nogal behoudend gevonden, in 1847 werd daarom door luitenant Stieltjes onder het pseudoniem een Oud-Soldaat de kritische Nieuwe Spectator (later: Nieuwe Militaire Spectator) opgericht. Deze Nieuwe Militaire Spectator hield in 1878, na het overlijden van haar hoofdredacteur, op te bestaan. De Militaire Spectator, bij monde van haar hoofdredacteur, schreef hierover: Wij weten dat wij in de Nieuwe Spectator een belangrijke mededinger hebben in de eerkroon voor bewezen diensten aan de roemvolle stand. Maar wij weten ook dat het Nederlandse leger talenten genoeg bezit om met de vruchten van zijn geest twee tijdschriften te bezitten. Wij bieden de Nieuwe Spectator broederlijk de hand, maar behouden evenwel het recht, om op de juiste tijd, ridderlijk en hoofs een lans met elkaar te breken.
Gedurende de Atjeh-oorlog werden er diverse polemieken uitgevochten in het tijdschrift en werden verschillende loopbanen gestuit als gevolg daarvan. Kapitein Borel werd, naar aanleiding van zijn boek, Onze vestiging in Atjeh (1878), gericht tegen het beleid van generaal van Swieten, tijdens de tweede expeditie naar Atjeh, in de Militaire Spectator hevig aangevallen, zowel door de anonieme recensent X, als door Van Swieten zelf en enkele van zijn medestanders. Kapitein Cool werd, naar aanleiding van de publicatie van zijn artikelen Het Atjeh-vraagstuk (gericht tegen de door de politiek gedwongen passieve houding van het leger in Atjeh) en Een zeer belangrijk adres (met dezelfde strekking)
van de Koninklijke Militaire Academie teruggeplaatst bij de praktische geniedienst, iets waarvan in de geschiedenis van de Academie geen tweede voorbeeld was te vinden. Ook in deze jaren zette de Militaire Spectator haar Necrologieën voort met namen als die van luitenant-generaal Falter, de hoogleraar aan de Koninklijke Militaire Academie van Heusden, grootofficier van Limburg Stirum, en kolonel von Huguenin.
Bekende namen van mensen die indertijd de Militaire Spectator van artikelen voorzagen waren die van De Bas (onder meer in memoria over de generaals van Swieten en De Stuers) en de kapiteins Hojel (over artilleristische onderwerpen, als de beweging van de puntkogel en de spanning bij buskruitgassen) en Cool (onder meer een uitgebreide studie over Het vernielen van bruggen).

## Twintigste eeuw
Sinds 1972 wordt de Militaire Spectator uitgegeven door de Koninklijke Vereniging ter Beoefening van de Krijgswetenschap (KVBK). Het blad bevat uiteenlopende artikelen op krijgswetenschappelijk en militair-historisch gebied. Zo verschenen er bijvoorbeeld al in 1940 de nodige artikelen over de Duitse aanval op Nederland in 1940 en recent veel artikelen over de Nederlandse inzet in Afghanistan. Niet zelden leidt een artikel tot langdurige polemieken in de "ingezonden brievenrubriek", met name tussen hoge officieren die de actieve dienst al hebben verlaten. Van 1996 tot 2013 was brigade-generaal buiten dienst Bosch hoofdredacteur van de Militaire Spectator. Thans is wordt deze functie vervuld door luitenant-generaal buiten dienst Ir. Richard Tieskens. Het tijdschrift maakt geen onderdeel uit van het Ministerie van Defensie maar wordt op verzoek van de Minister van Defensie uitgegeven door de KVBK. Alle jaargangen van het tijdschrift zijn ter gelegenheid van het 175-jarig bestaan in 2007 digitaal toegankelijk gemaakt in een DVD box.